# ستار وارز: باتلفرونت 2
ستار وارز: باتلفرونت 2 أو حرب النجوم: جبهة القتال 2 (بالإنجليزية: Star Wars: Battlefront II)‏، هي لعبة فيديو إلكترونية ترفيهية، وهي من نوع تصويب منظوري الشخص الأول أو الشخص الثالث، أنتجت سنة 2005م وهي الجزء الثاني من سلسلة ستار وارز:باتلفرونت، قامت تطويرها شركة باندميك ونشرها شركة لوكاس آرتس الأمريكية، وتعمل على منصات بلاي ستيشن 2 وبلاي ستيشن بورتبل ونظام مايكروسوفت ويندوز وإكس بوكس.

## وصلات خارجية
- ستار وارز: باتلفرونت 2 على موقع IMDb (الإنجليزية)
- الموقع الرسمي
- ستار وارز: باتلفرونت 2 على موبي غيمز